# Dům U bílé labutě (Kolín)
Dům U Bílé labutě stojí v západní frontě Karlova náměstí čp. 89 v Kolíně. Barokní dům postavený na gotických základech byl významně přestavěn během druhé poloviny 19. století. Průčelí zdobí dekorativní neobarokní prvky (pilastry, římsy, šambrány a nadokenní páskové ornamenty). Nadokenní zdobné prvky prvního patra zřejmě kopírují výzdobu z doby kolem roku 1740, kdy byl dům zásadně přestavován. Objekt je chráněn jako kulturní památka.

## Historie
Gotický dům je zde doložený k roku 1494. Během třicetileté války byl poničen a pustl. Obecní konšel rytíř Michal Salaj z Cifry nechal dům přestavět po roce 1662 v raně barokním slohu. Další z mnoha požárů v roce 1734 donutil majitele, měšťana Václava Jeřábka přestavět objekt na jednopatrový dům s podloubím, jehož vlastníkem byl do roku 1743. Do roku 1754 patřil dům Karlu Čapkovi, který zde provozoval hostinskou živnost. Následně zde provozovali poštovní úřad poštmistr František Josef Grunberger a později poštmistr Antonín Kršuák z Gallersberka. Ten prodal dům U Bílé labutě v roce 1762 lékárníkovi Antonínu Kopřivovi (†1778), který zde otevřel lékárnu „U černého orla“. Lékárnu nadále provozoval jeho dědic František Brandtner. Dalšími vlastníky byla lékárna provozována do roku 1814.
V roce 1877 dům vyhořel. Při jeho opravě bylo zazděno podloubí majitelem Viktorem Adamem. Druhá část zazděného podloubí sloužila jako modiství a později jako půjčovna knih Adolfa Hoblíka.
Po roce 1891 majitelé přistavěli druhé patro s mansardovou střechou podle projektu stavitele Jana Sklenáře. Barokní podoba domu byla částečně znehodnocena nejen přístavbou, ale také novou fasádou s historizujícími novobarokními prvky. Od 1. září 1896 se stal společníkem v půjčovně knih Josef Kaška, který zde záhy zprovoznil knihkupectví U Kašků. Po roce 1909, kdy Kaškovo knihkupectví změnilo adresu, zde provozoval Josef Schappel sklad sukna. Od dvacátých let 20. století do roku 1935 zde byla lékárna rodiny Štorchovi a do znárodnění lékárnu provozoval Jaroslav Pokorný.
Na počátku jednadvacátého století byla obnovena fasáda. Během roku 2024 byly na střechu domu instalovány kopie (výdusky) pěti barokních váz sochaře a restaurátora Jaroslava Jelínka. Původní originály váz se dochovaly pouze dva a v listopadu 2024 byly umístěny na nádvoří domu.

### Pamětní deska
Na domě byla 4. května 1968 odhalena pamětní deska na památku masakru kolínských občanů. K večeru 7. května 1945 se na tehdejším náměstí Dr. Edvarda Beneše sešli obyvatelé města, aby si v 18:00 hodin vyslechli hlášení městského rozhlasu o kapitulaci Německa. Kolem 19:00 hodiny vjely na náměstí automobily s příslušníky SS, kteří zahájili palbu do davu lidí. Zahynulo zde dvanáct kolínských občanů v předposlední den druhé světové války.

## Popis
Dvoupatrový dům je dělen šesti okenními osami. Původní podloubí v přízemí bylo během přestavby zazděno. Průčelí je tvořeno třemi arkádovými oblouky se supraportami. Přízemí od patra odděluje zdvojená kordonová římsa. Ve střední části přízemí nalevo se nachází vchod do původního průjezdu, který byl přepažen. Plocha přízemní části je v horizontálním směru rustikována (mechanicky opracována).
Plocha fasády je členěna čtyřmi pilastry, které zdobí ve střední části fasády drobný maskaron. Vertikální členění pilastrů podtrhuje protažený dřík, který je zakončen korunní římsou. Okna prvního patra jsou orámovaná šambránami s ušima a v nadokenní části ozdobena štukovým ornamentem. Dva páry krajních oken v prvním patře jsou ozdobeny dvojitě prolomenými suprafenestrami. V ústřední části domu jsou nahrazeny štukovými kartušemi s maskarony. Parapet každého okna je lemován vegetabilním ornamentem. Před dostavbou druhého patra byl ve střední ose trojúhelný štít zdobený štukovým dekorem.
Horizontálně člení fasádu spojená podokenní římsa prvního patra a nadokenní římsa druhého patra. Okna druhého patra jsou jednodušší. Suprafenestra je uzavřená. Široká hlavní římsa tvoří uprostřed v ose domu střední oblouk. Ve střeše jsou po stranách dva vikýře s kruhovými okny a segmentovou římsou. Střecha je mansardová. Nad hlavní římsou jsou umístěny na čtyřech podstavcích ozdobné vázy.

### Interiér
Prostor původního podloubí s křížovou klenbou bez hřebínků je propojen a tak vytváří nepravidelné podlouhlé místnosti s klenbou s pětiúhelnými výsečemi. V zadní části traktů jsou místnosti s rovnými stropy a dlaždicovou podlahou. Vzadu napravo se nachází schodiště do obou pater objektu. Místnosti v patře mají vysoké rovné stropy s fabionem. Prostory objektu jsou rozděleny tak, aby jejich dispozice vyhovovala komerčnímu využití.